# Geografía de Omán

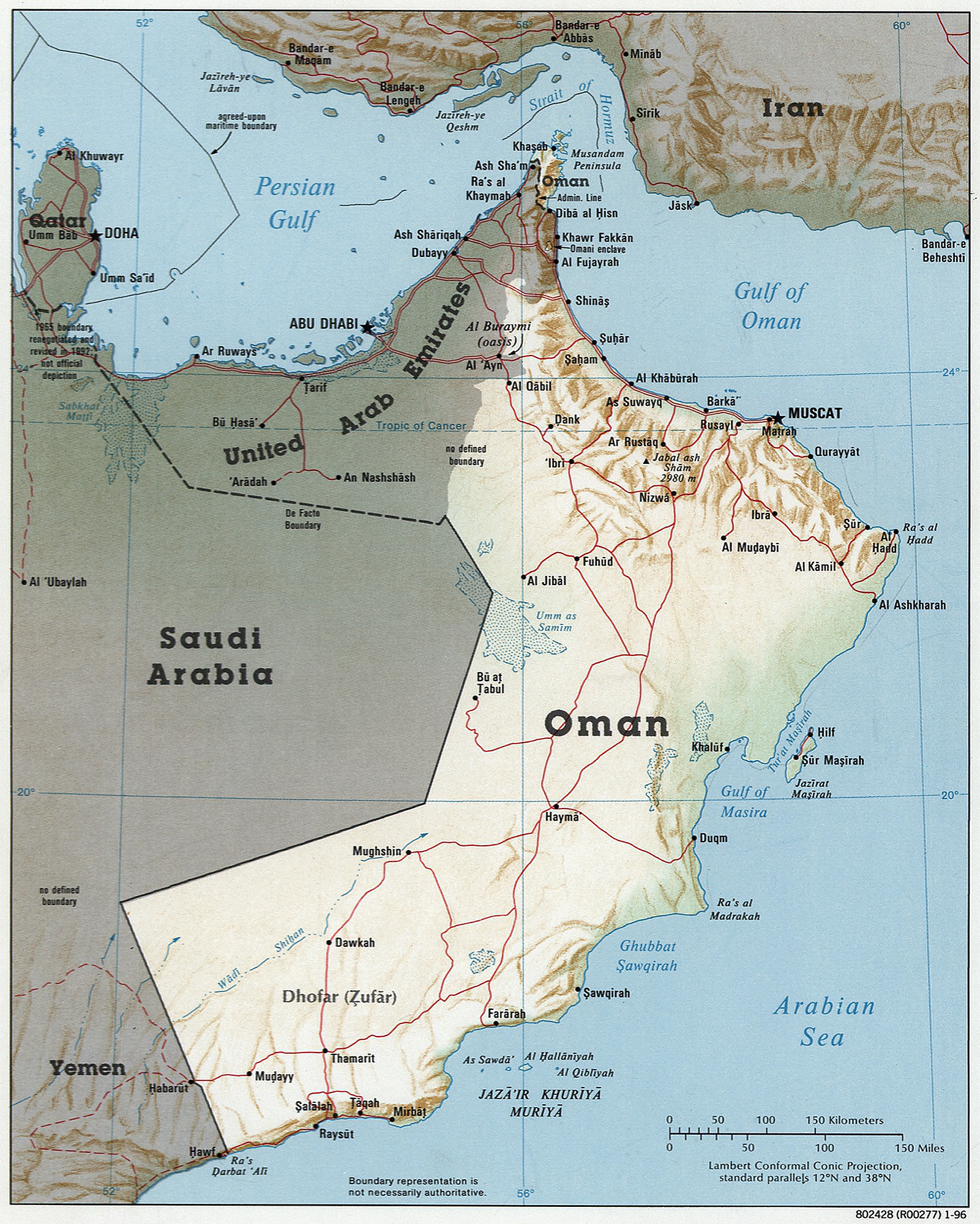
Mapa detallado de Omán

Mapa topográfico de Omán donde se observan las placas euroasiática y árabe, la zona de subducción en el golfo de Omán producida por el avance de la placa árabe, las cimas más altas y el valle de Samail, que divide las montañas de Al Hayar en zona oriental y occidental.

Omán es un país situado en el suroeste de Asia, bordeando el mar Arábigo, el golfo de Omán y el golfo Pérsico, entre Yemen, Arabia Saudí y los Emiratos Árabes Unidos (EAU). Cuenta con una superficie de 309 501 km². Su capital es Mascate.

## Localización

Estrecho de Ormuz y península de Musandam, perteneciente a Omán, en la parte meridional del estrecho.

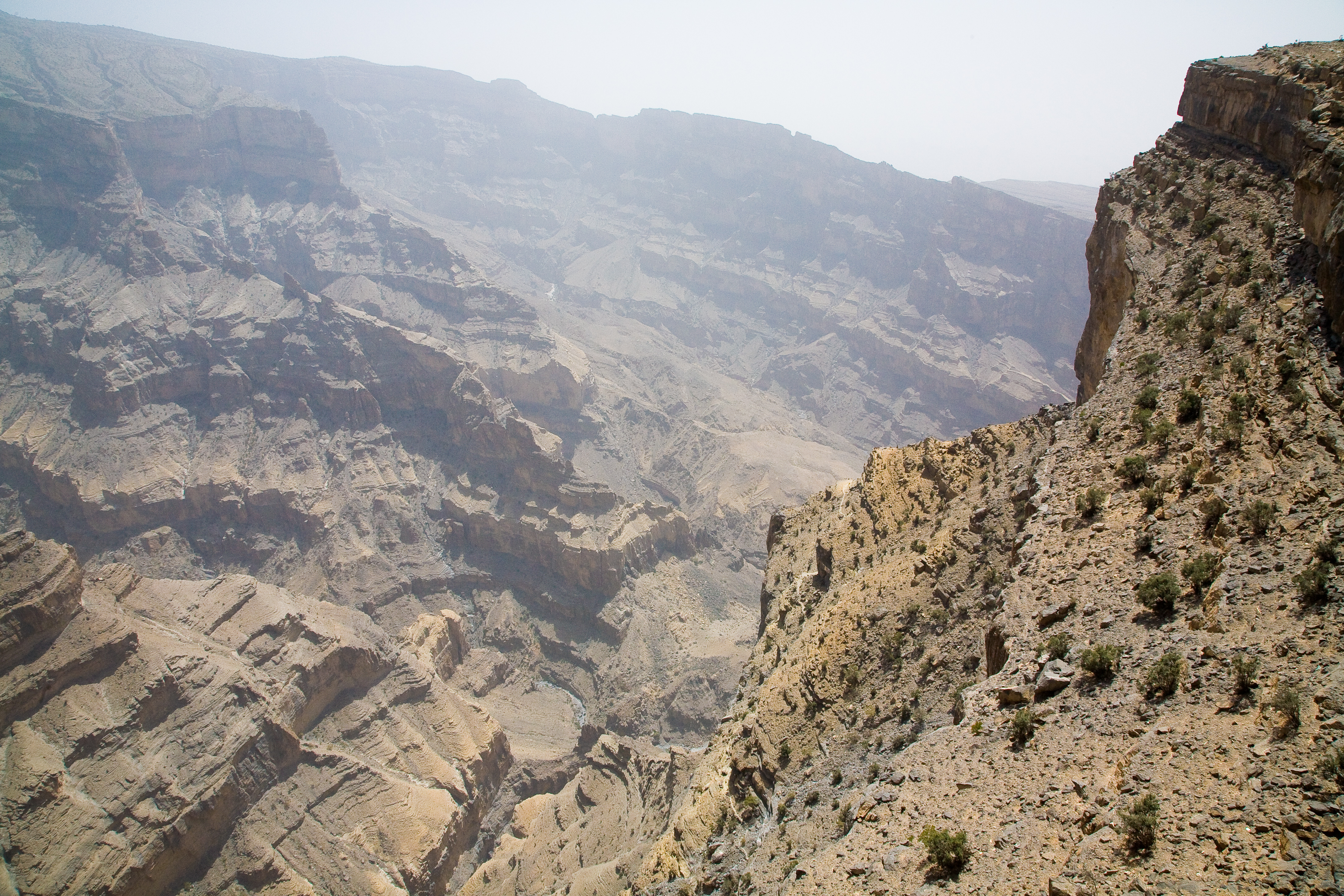
Las zonas más altas de las montañas Al-Hayar están formadas por profundos barrancos

Omán está situado en la parte más oriental de la península arábiga y, según estimaciones oficiales, cubre una superficie total de aproximadamente 300 000 kilómetros cuadrados. Las estimaciones de observadores extranjeros son de alrededor de 212 000 kilómetros cuadrados. La superficie terrestre se compone de diversos rasgos topográficos: valles, desiertos en el 82 % de la masa de tierra, cordilleras en el 15 % y la llanura costera en el 3 %.
El sultanato es flanqueado por el golfo de Omán y el mar Arábigo, lo que contribuyó al aislamiento de Omán. Históricamente, los contactos del país con el resto del mundo fueron por mar, proporcionándole no solo acceso a las tierras extranjeras, sino también a las ciudades costeras de Omán. El Rub al-Jali, desierto difícil de cruzar incluso con el transporte moderno, forma una barrera entre el sultanato y el interior de Arabia. Las montañas de Al Hajar, forman un cinturón entre la costa y el desierto de la península de Musandam (Ras Musandam) a la ciudad de Sur el punto más oriental de Omán, formando otra barrera. Estas barreras geográficas mantienen el interior de Omán libre de invasiones militares extranjeras.

## Regiones geográficas
Sus características naturales dividen el país en seis áreas distintas: Ruus al Ŷibal, incluyendo el norte de la península de Musandam; Al Batinah, una llanura al sureste a lo largo de la costa del golfo de Omán; el interior de Omán, detrás de la costa de Al Batinah, que abarca las montañas Al Hajar, y límites del desierto; la costa de Mascate, alrededor del punto de Ras al Hadd, y, hacia el sur, el mar de Arabia, la isla de Masira en alta mar, y finalmente la árida costa sur de la región de Dhofar, en el sur.
A excepción de la fértil y húmeda región de Dhofar, la costa y las tierras bajas alrededor de las montañas Al Hajar forman parte de la ecorregión del golfo de Omán, desierto y semidesierto, mientras que las propias montañas son un hábitat diferente.

### Gobernación de Musandam
El área más septentrional de Omán, separada del resto del país, se extiende desde la península de Musandam hasta la frontera con los Emiratos Árabes Unidos, en Dibba Al-Hisn, un enclave del emirato de Sharjah, uno de los siete que forman los emiratos. Bordea el estrecho de Ormuz por su parte meridional, que separa el golfo Pérsico del golfo de Omán y está separado del resto de Omán por una estrecha franja de terreno que pertenece a los emiratos. Musandam está formado por montañas bajas que constituyen el extremo septentrional de las montañas Al Hajar occidentales. Dos profundas ensenadas, Elphinstone (Khawr ash-Shamm) y Malcom (Ghubbat al-Ghazirah) rompen la línea costera, muy recortada, que se adentra hasta un tercio en el estrecho de Ormuz. La ensenada de Elphinstone tiene 16 km de longitud y está rodeada de acantilados de 1000 y 1250 m de altura, comparada con frecuencia con los fiordos noruegos, pero en un paisaje plenamente desértico.

Uadi Bani Khalid, en la región Oriental.

### Región de Batina
La región de Batina comprende desde la frontera con los emiratos hasta Seeb, la zona costera del norte de Omán forma una estrecha franja llamada Al-Batinah, de unos 140 km de longitud. La llanura está atravesada por una serie de uadis muy poblados en la zona norte, y más cercanos a las montañas Al Hajar, al sur. Los oasis, regados por manantiales y galerías filtrantes o qanats, se extienden a lo largo de la llanura, hasta unos 10 km tierra adentro.

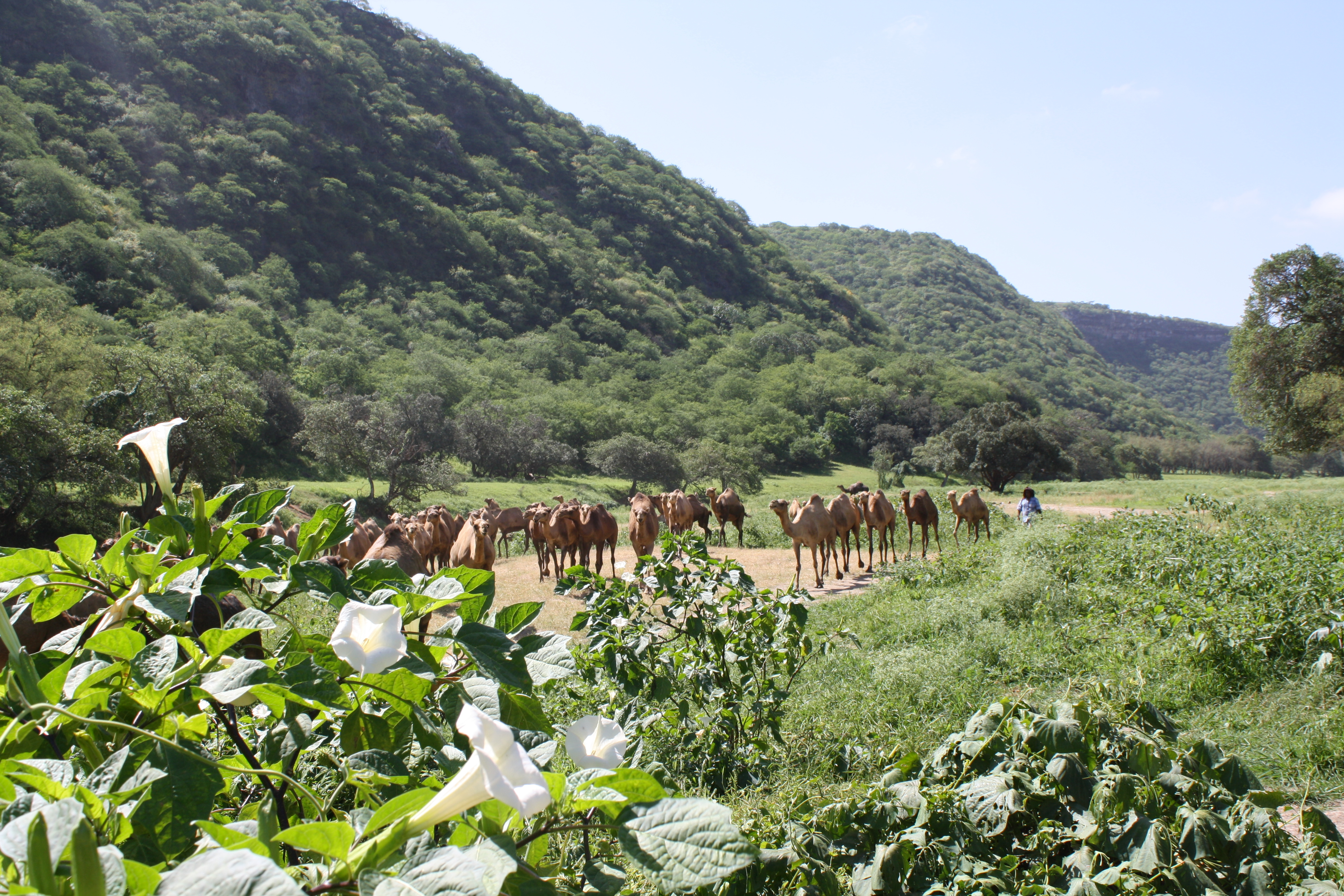
Camellos en las montañas Dhofar, cerca de Salalah.

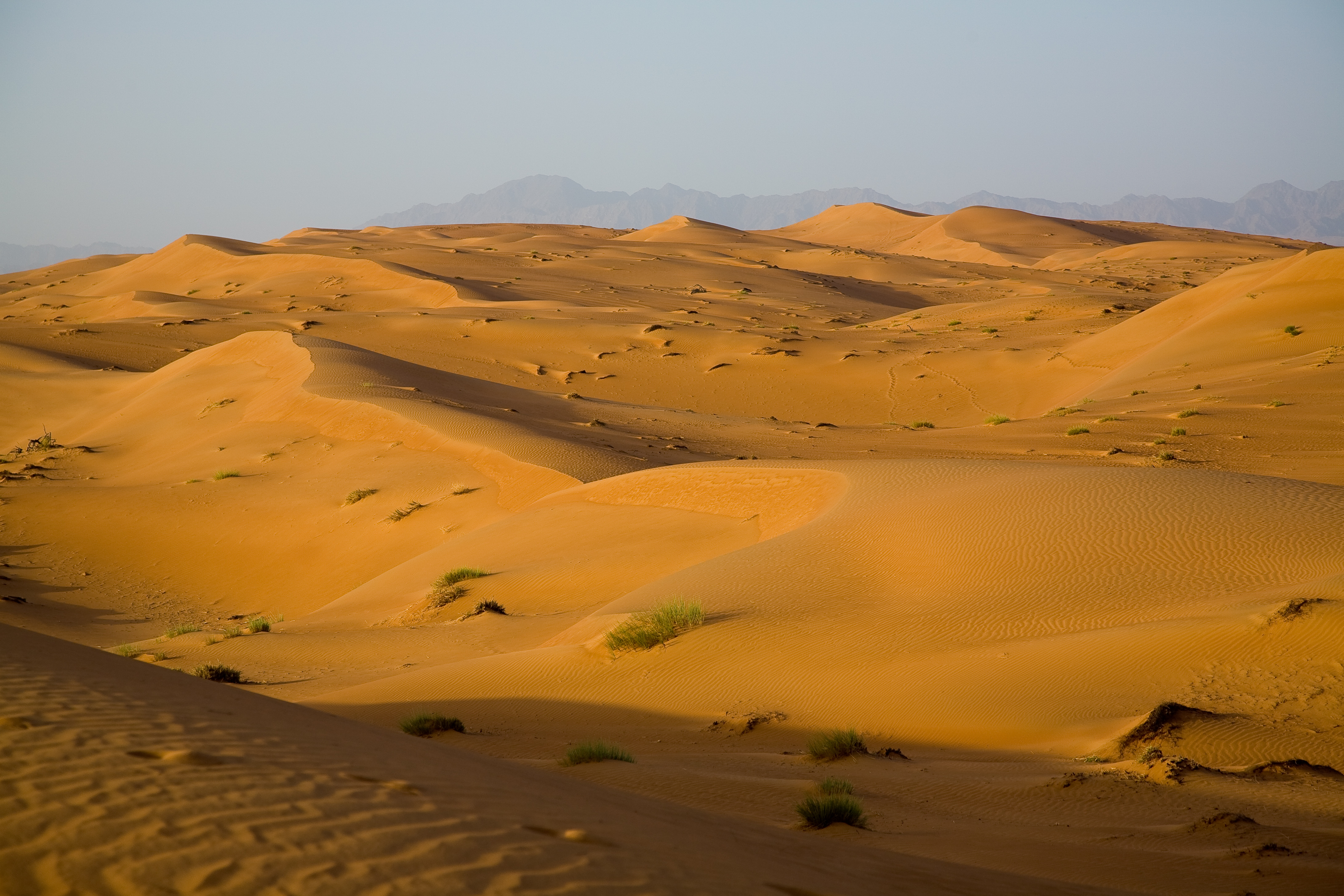
Desierto de arena en la parte interior de las montañas Al Hajar orientales.

### Área costera de Muscat-Matrah
Al sur de Seeb, la costa cambia de carácter. A lo largo de unos 175 km, entre Seeb y Ras al-Hadd, uno de los puntos de entrada al golfo de Omán, está bordeada casi por entero por acantilados. No hay cultivos ni población. Aunque las aguas marinas son buenas para la navegación, hay pocos puertos naturales. Los dos mejores son Muscat y Matrah, donde se encuentra el palacio de Al Alam, y que existen desde hace siglos.

### Región Oriental
En árabe, Al Sharqiyah, es la región nororiental, encarada al mar de Arabia. Incluye la zona oriental de las montañas Al Hajar. En la costa, posee una importante zona de nidificación de tortugas, unos 42 km entre Ras al-Ḥadd y Raʾs al-Ghaimah. En las montañas Al Hajar se encuentra el uadi Bani Khalid, uno de los más populares del país. para el turismo, ya que posee un flujo casi constante de agua.

### Isla deMasiray zona costera adyacente
La desolada zona costera entre Al Ashkharah y Ras Madrakah no tiene nombre. Solo hay tierras desérticas y colinas bajas frente al mar. A medio camino y a unos 15 km de la orilla se encuentra la isla de Masira, de unos 70 km de longitud. Por su situación estratégica, ha sido base militar de los británicos y de los Estados Unidos.

### Meseta central de Omán

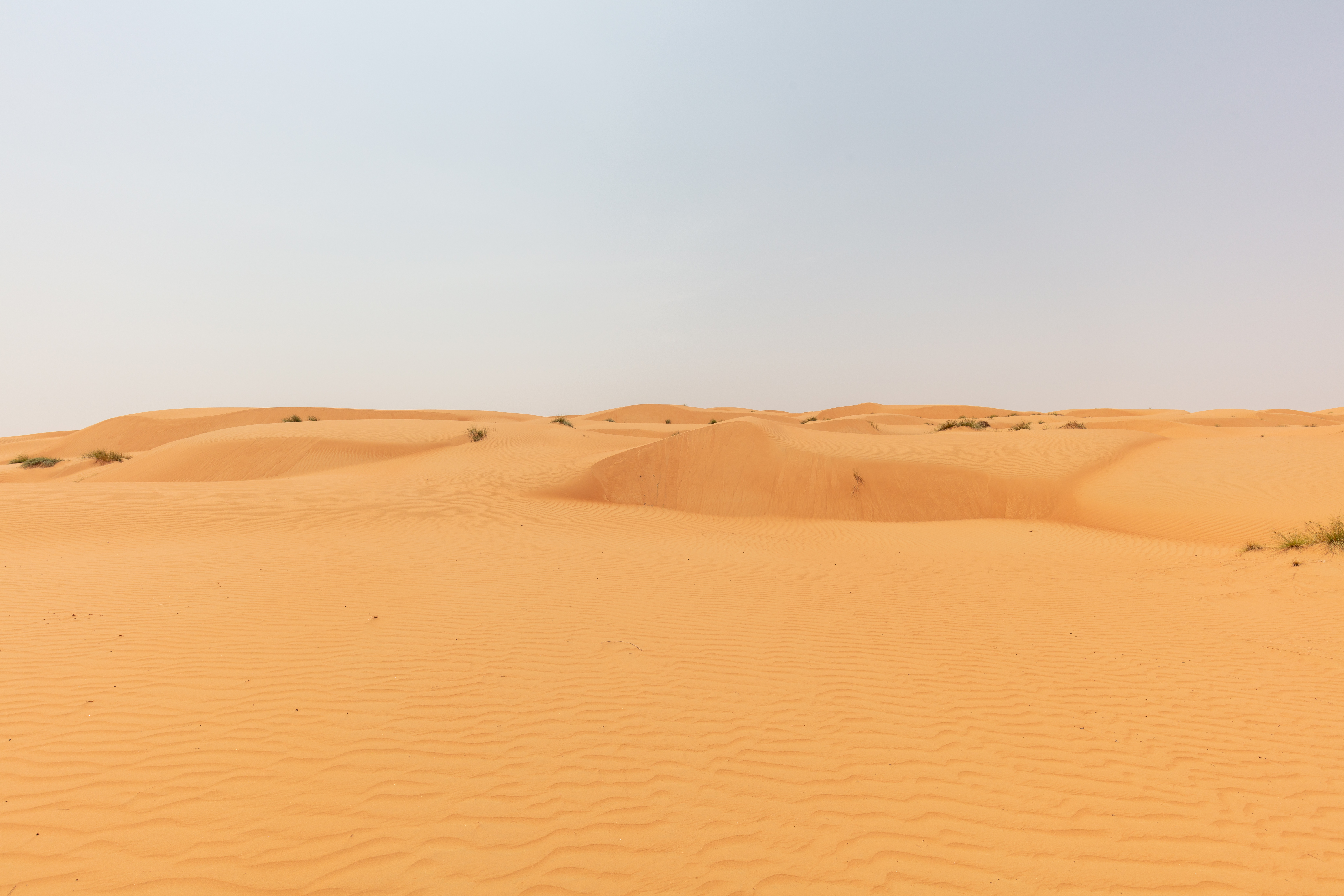
Arenas de al-Wahiba.

El uadi Samail divide las montañas Al Hajar en dos mitades, Al Hajar Oriental y Occidental, dando lugar a la ruta entre Muscat, en la costa, y el interior de Omán. En el centro, donde se encuentran las montañas más altas, el Hajar central, la altura media es de 1200 m, culminando en la sierra de Jabal Al Akhdar (Al Akhdar Mountains), cuya cima más elevada es el Jabal Shams, a 2985 m s. n. m. Aquí vive el tahr, una especie de cabra alpina única, que solo se encuentra por encima de 1800 m. Tras las montañas hay dos regiones interiores, Ad Dhahiraho Az-Zahirah y Ad Dakhiliyah u Omán interior, y, al sur, desde la costa hasta la frontera de Arabia Saudí, la Gobernación de Al Wusta. Al oeste, se encuentran las estribaciones orientales del desierto de Rub al-Jali.

### Dhofar
La región meridional de Omán, se extiende hasta la frontera con Yemen por el oeste y por el norte hasta Arabia Saudí. La capital Salalah, está en el sudoeste, rodeada por las montañas Dhofar, cuya cima es el Jabal Samhan, con 2100 m. Esta región es la más húmeda y fértil del país, afectada por los monzones del océano Índico y parte de un ecorregión denominada desierto costero nublado de la península arábiga, que se extiende a lo largo de toda la costa de Yemen. Las montañas se alzan a unos 20 km de la costa, tienen 120 km de longitud y apenas 20 km de anchura; al norte, es extiende el desierto hasta Arabia. Se dice que en estas montañas, en la Reserva natural de Jabal Samhan, se encuentra el leopardo de Arabia.

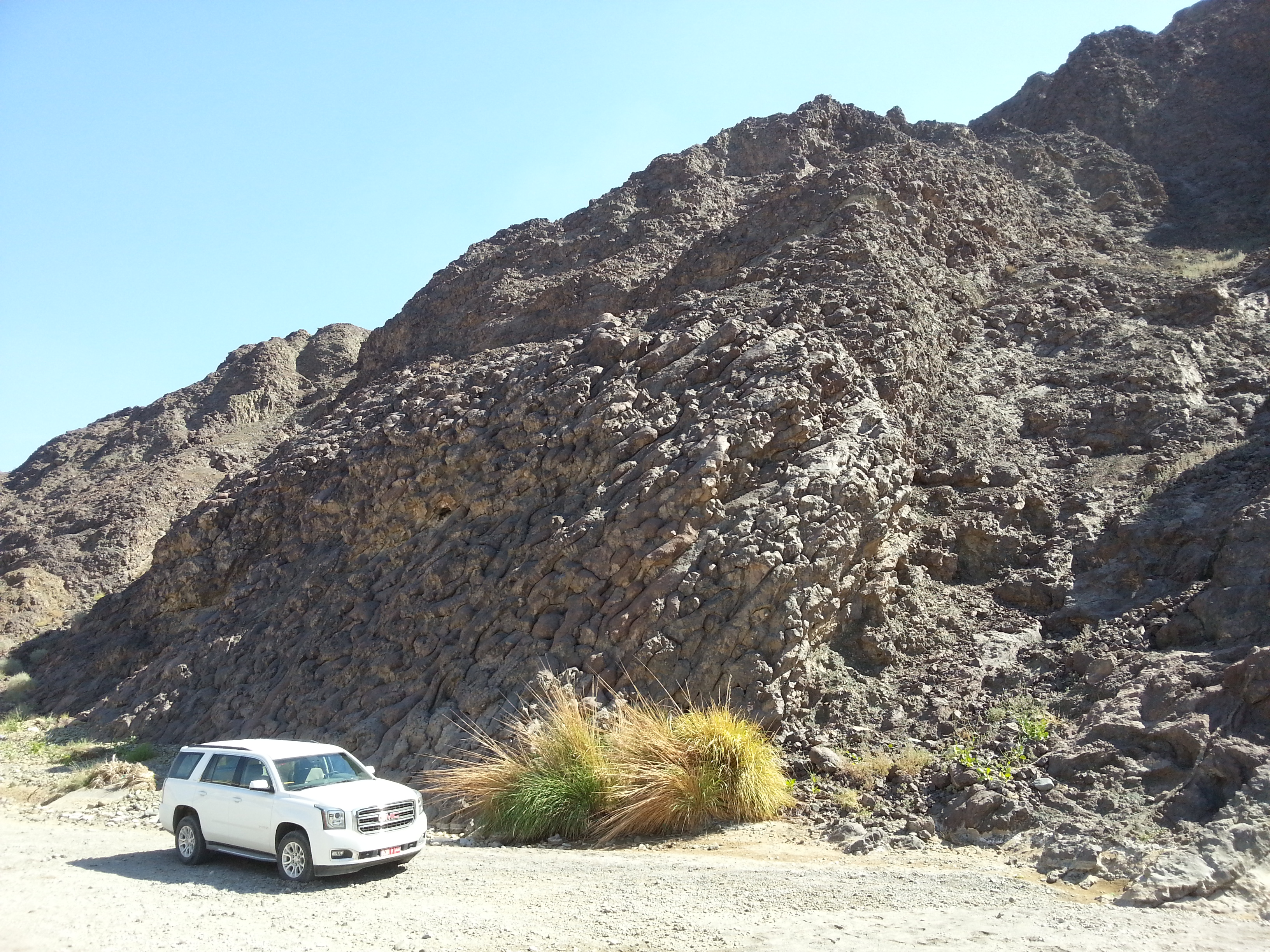
Secuencia de ofiolitas de Samail, la garganta que separa la parte oriental de la occidental de las montañas Al Hayar

### Montañas Al Hayar
Las montañas Al Hayar bordean toda la costa nordeste de Omán, separadas del mar por una planicie de 20 a 30 km de anchura que se eleva suavemente hasta las montañas. Estas tienen una anchura de 50 a 120 km y se extienden de noroeste a sudeste a lo largo de más de 600 km por Omán y Emiratos Árabes, frente al golfo de Omán. El valle de Samail las divide en orientales (el tercio meridional) y occidentales (los dos tercios septentrionales). Las montañas más altas se hallan en el centro, en la sierra de Jebel Akhdar or Jabal Akhdar, cuyo pico más alto es el Jabal Shams (2985 m). 
Su origen se debe al movimiento hacia el norte (2 a 3 cm anuales) de la placa arábiga con la placa euroasiática. La primera, que subyace bajo la segunda, abarca toda la península arábiga, y posee más del 40 % de las reservas de gas y petróleo del mundo. Las cimas más altas, Jabal Ajdar y Sai Hatat, a ambos lados del uadi de Samail, son anticlinales. Saih Hatat, en el nordeste (23°25′58″ N; 58°46′29″ E), está formada por eclogita, una roca basáltica formada a 50 km de profundidad que ha emergido en esta zona de la provincia de Muscat. El valle de Samail tiene 60 km desde el aeropuerto de Muscat hasta la localidad de Izki, al otro lado de las montañas; su punto más alto no supera los 660 m. Las medias máximas en Samail superan en junio los 43 °C, con unas precipitaciones de 80 mm.

## Clima

Mapa de Köppen-Geiger de climas de Omán. El rojo es árido y desértico, con algunas manchas rosas en las montañas Al-Hayar, donde es más fresco.

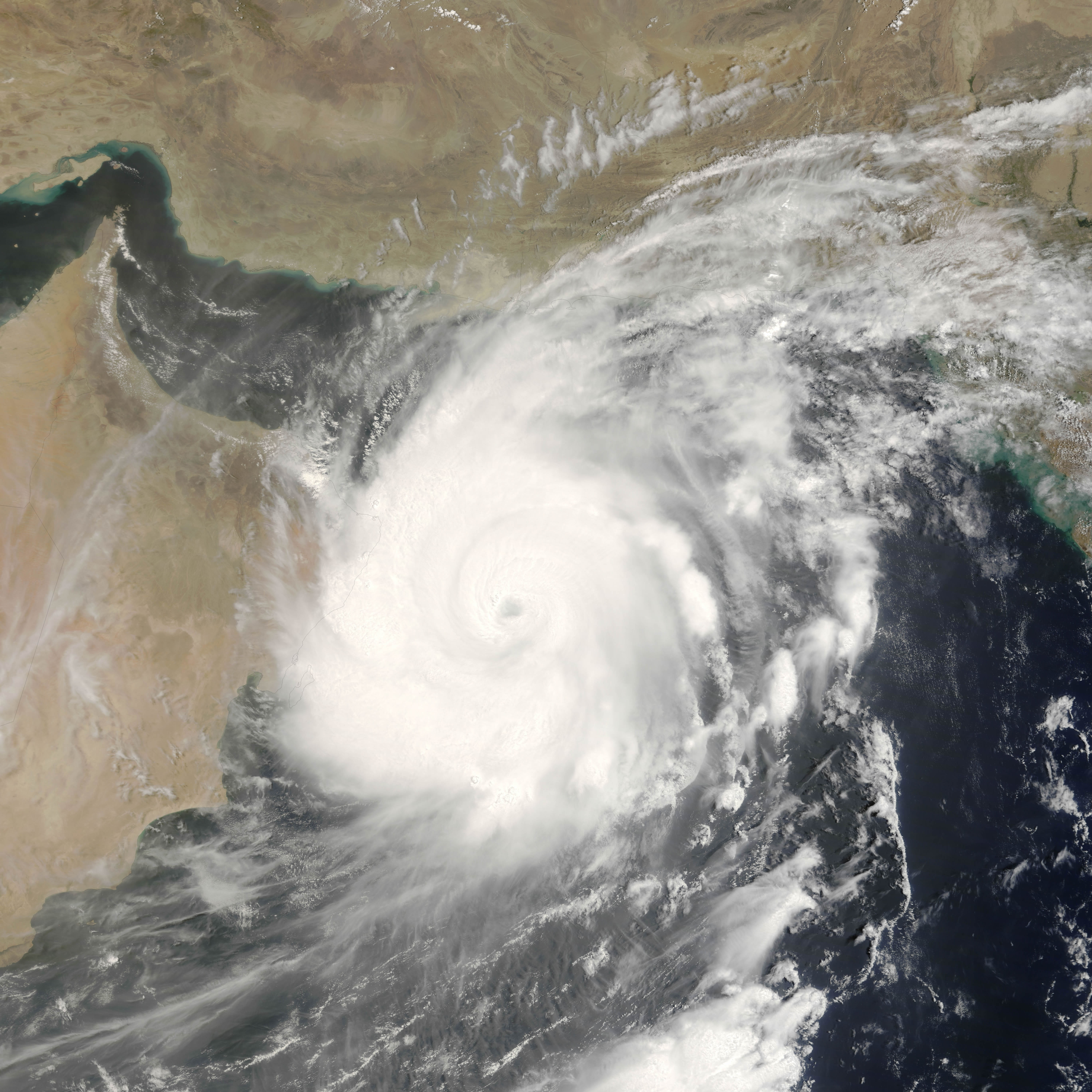
Ciclón tropical Gonu en la costa de Omán.

En general, el clima de Omán es de desierto tropical con cielos despejados, con excepciones en los extremos norte y sur, en las montañas, donde se producen lluvias veraniegas, y en la costa durante la época de los monzones, que es nuboso.
En la costa norte del golfo de Omán, el clima es desértico y soleado, con algunas lluvias invernales, sobre todo en la península de Musandam, un enclave de Omán en los Emiratos Árabes Unidos, donde caen entre 15 y 20 mm mensuales entre diciembre y marzo. En verano, las medias máximas son de 37-38.oC y la humedad hace el calor muy agobiante. Algo más al sur, en la capital, Muscat, también orientada al golfo de Omán, caen unos 100 mm anuales de precipitación, con máximos en invierno que solo superan los 20 mm en enero y febrero. Las temperaturas son muy elevadas en verano, con mínimas de 30.oC y máximas de 40.oC en mayo y junio, y más frescas en invierno, entre 17.oC y 25.oC en enero. La temperatura del mar oscilan entre los 24.oC y los 31.oC del verano.
En las montañas Al Hayar, que bordean la costa norte, con cima en Jebel Shams, de 2980 m, el monzón del sudoeste trae algo de lluvia a los cañones, pero no supera los 200-300 mm en todo el año. En Saiq, a 2000 m de altura, caen unos 300 mm, con 50 mm en agosto y 10 mm en noviembre y diciembre, y temperaturas que van de los 5-15.oC en enero, a los 21-31.oC de julio.
En la costa oriental, frente al mar de Arabia, el clima es más seco y progresivamente más cálido hacia el sur en invierno y menos cálido en verano, aunque más húmedo a causa sobre todo del monzón. Cuando el viento sopla del interior y arrastra tormentas de arena se puede llegar a los 40.oC. En la isla de Masira, hace calor todo el año, entre los 19 y 27.oC de enero y los 26 y 36.oC de mayo. En julio y agosto las máximas bajan a 31-32.oC. Las lluvias anuales no superan los 40 mm. En el extremo sur, en Salalah, la capital de Dhofar, las medias máximas de verano se quedan en 33.oC, y las nocturnas en 27.oC con humedad. Caen cerca de 100 mm, sobre todo en julio y agosto.
En las montañas meridionales, en las sierras de Dhofar al norte de Salalah, a 1000 m, las temperatiras oscilan entre los 21.oC de invierno y los 30.oC del verano, a 1000 m de altura.
En el desierto interior, la mayor parte del país, las medias veraniegas máximas alcanzan siempre los 40.oC, con máximas de 50.oC, sobre todo en mayo y junio; en julio y agosto, el monzón refresca un par de grados, pero no suele llover. En enero oscilan entre 12 y 27.oC, mientras que en julio no bajan de 28.oC.
Ocasionalmente, puede tocar tierra un ciclón procedente del norte, con abundantes precipitaciones, como el ciclón Gonu en junio de 2007 y el ciclón Kelia en 2011. Durante el paso de Gonu, cayeron unos 600 mm cerca de la costa. Otros ciclones que afectaron la región fueron el ciclón Omán, en 1996, con lluvias de 234 mm en Dhofar y 341 víctimas; otro, también llamado ciclón Omán, en 2002, que afectó de nuevo a Dhofar, con 9 muertos, el ciclón Yemen, en 2008, y el ciclón Kyarr, en 2019

## Áreas protegidas de Omán
Según la IUCN, en Omán hay 16 áreas protegidas que ocupan 7.985 km², el 2,57 % del territorio (310 373 km²), además de 664 km² de áreas marinas, el 0,12% de los 538 980 km² que pertenecen al país. De estas, 6 son reservas naturales, 9 son reservas y 1 es un sitio Ramsar.
- Reserva de las Islas Al Dimaniyat, 203 km²
- Santuario del Oryx árabe, 22.824 km²
- Reserva natural Saleel, 220 km², también llamada Parque nacional Al Saleel, en el extremo oriental de las montañas Al Hayar, es una zona cubierta de acacias y con especies propias de la zona como la gacela árabiga y el gato montés arábico.
- Reserva natural de Al Wusta, 2.824 km². En el centro del país, en una zona desértica cerca del mar Arábigo, en donde se halla una zona de cría de oryx reintroducidos en la reserva. Destacan las formaciones rocosas producidas por el viento en el escarpe de Huqf. En la zona también hay gacelas, liebres y cabras salvajes.[7]
- Reserva natural de Al Jabal Al Akhdar, 122 km²
- Reserva natural de Ras Al Hadd (1,2 km²), absorbida por la Reserva de tortugas de Ras Al Jinz (2.120 km²), el punto más oriental de Omán, en el extremo este de las montañas Al Hayar, junto con la Reserva de Tortugas de Omán, unos 120 km² de playas y ensenadas, lechos marinos y un par de khawrs o lagunas, donde crían unas 13.000 tortugas verdes. Las lagunas y los acantilados son importantes para las aves, así como los manglares en el khawr Al Jamarah.
- Reserva natural de Jabal Samhan, 4.500 km²
- Reserva del khawr Dahareez, 0,6 km²
- Reserva del khawr Baleed, 1 km²
- Reserva del khawr Taqah, 1,07 km²
- Reserva del khawr Sawli, 1 km²
- Reserva del khawr Rawri, 8,2 km²
- Reserva del khawr Awqad, 0,016 km²
- Reserva del khawr Quron Segeir o Kebeir, 0,014 km²
- Reserva del Khawr Al Mughsayl
- Sitio Ramsar de Qurm, 1,72 km²

## Grupos étnicos de Omán y población
En Omán hay, según World Population, en 2019, unos 5.032.000 habitantes. Casi la mitad de la población vive en Mascate y la llanura costera de Batina, en el nordeste. En el sur viven unas 200.000 personas, y en la península de Musandam, unas 30.000. En la zona metropolitana de Mascate hay en torno a 1,4 millones de personas. En Seeb hay unos 240.000 hab. y en Salalah, unos 165.000 hab. La tasa de población urbana es del 85,4 %. La edad media es de 25,6 años y la esperanza de vida de 75,7 años. La tasa de nacimientos es de 24 por 1000 hab, y la de defunciones, de 3,3 por cada 1000 hab. El resultado, sumado a la migración, es de un crecimiento del 4,18 % en 2018. En el país se hablan una docena de idiomas, aunque predomina el árabe, que es oficial, seguido del inglés, el baluchi, el suajili, el urdu y diversos dialectos indios. Según la CIA, el 85,9% son musulmanes, seguidos del 6,5 % de cristianos, el 5,5 % de hindúes, el 0,8% de budistas y menos del 0,1 % de judíos.
La mayor parte de los musulmanes omaníes, el 75 %, son ibadíes, una rama de la primera disociación del islam (distinta de la chií y la suní), la jariyí ("los salientes"), que tienen representantes también en Zanzíbar, Baréin, Libia, Argelia y Túnez. El 25 % restante de musulmanes son sunníes, especialmente en la gobernación de Dhofar. Hay una pequeña representación chií entre los asiáticos, mientras que los hindúes representan el 13% de la población. En todo caso, el gobierno trata de reducir la dependencia de trabajadores extranjeros (indios, pakistaníes, jordanos, filipinos, egipcios) y su porcentaje es menor que en otros países árabes.
Existe cierta diferencia entre la zona histórica de Omán, en el norte, y el sur, que se unió más tarde para formar el actual Omán. Son dos áreas separadas por cientos de kilómetros de desierto, con características geográficas y culturales distintas. Mientras el norte miraba hacia la India, África y el Golfo, el sur mantenía relaciones con las regiones de Mahra y Hadramaut de lo que ahora es Yemen y su comercio se centraba en el este de Asia.